# マートン・テーゼ
マートン・テーゼ（英: Merton Thesis）とは、20世紀の社会学者であったロバート・キング・マートンによって提唱された科学社会学の仮説的な理論。その内容は、近代科学の誕生はプロテスタンティズムの賜物であり、プロテスタントの精神こそ近代科学の発展を推進した原動力であるというものである。マートン・テーゼは現代に至るまで、宗教は科学の敵であるという思想との間で激しい論争の原因となっている。なお、同一の学者によって提唱されたマートン・ノルムとは別物である。

## 概要
マートン・テーゼは、マックス・ヴェーバーが資本主義の誕生を説明するために著した『プロテスタンティズムの倫理と資本主義の精神』と同様、近代ヨーロッパの社会におけるプロテスタントの役割を肯定的に描いたものである。とりわけイギリスに起源を有するピューリタンを高く評価している。マートン・テーゼが提唱される以前は、プロテスタントはキリスト教の例に漏れず、科学の発展を阻害した宗教であるという見解が通説であった。プロテスタントを肯定的に再評価したヴェーバーとマートンの両者の理論を併せて、ヴェーバー＝マートン・テーゼと呼ぶこともある。
マートンは、イギリスで経験論が誕生し、観察という行為が重要視されるようになったことが、古代の科学に対する近代科学の特徴であるとする。そして、プロテスタントは理性を重視し、聖職者に与えられた知識ではなく自ら探し求めた知識を尊重する宗教だとして、カトリックから差異化する。このプロテスタントの精神が観察という手法に合致し、近代科学が発展したのだという。
科学史におけるプロテスタントの功績を高く評価したマートン・テーゼは、科学の発展に貢献した数学や機械論の役割を軽視するものとして批判を受けている。また、レオナルド・ダ・ヴィンチ、ニコラウス・コペルニクス、ガリレオ・ガリレイといった、プロテスタント以外の宗派や宗教に属す科学者の功績を説明できず、反対に、なぜ敬虔なプロテスタントの信仰者が必ずしも科学に惹かれないのかという矛盾を生み出す。
マートンは1938年に提出した "Science, Technology and Society in 17th-Century England" という博士論文でこの理論を提唱したほか、以降も様々な著作の中で理論の補強を続けた。マートンは、王立協会の初期の会員のほとんどがプロテスタントの信仰者であったことから、マートン・テーゼを着想するに至ったのだといわれている。
マートン・テーゼは科学史におけるプロテスタント、ひいてはキリスト教の役割を巡る論争に発展し、この論争は21世紀においても終熄していない。